# Студенцы (Ярославская область)
Студенцы — деревня в Ярославском районе Ярославской области. Входит в состав Заволжского сельского поселения.

## География
Находится в восточной части Ярославской области на расстоянии приблизительно 28 км на север-северо-восток по прямой от станции Филино.

## История
В 1859 году здесь (деревня Даниловского уезда Ярославской губернии) было учтено 14 дворов , в 1898 — 22.

## Население
Численность населения: 103 человека (1859 год), 20 (русские 85 %) в 2002 году, 7 в 2010.